# Kokuhaku
Kokuhaku (告白, Confessions), comercialitzada internacionalment com a Confessions, és una pel·lícula japonesa dirigida per Tetsuya Nakashima, estrenada el 5 de juny de 2010. Es basa en la guardonada novel·la homònima de Kanae Minato. És protagonitzada per Takako Matsu, Masaki Okada, Yoshino Kimura, Yukito Nishii, Kaoru Fujiwara i Ai Hashimoto, entre d'altres.
El film va ser tant un èxit comercial com crític, havent rebut diversos premis i nominacions; entre ells es destaquen el premi a millor pel·lícula de l'any als Premis de l'Acadèmia Japonesa i els Blue Ribbon Awards. Va ser també la candidata oficial del Japó per a competir en la Premis Oscar de 2010 en la categoria de millor pel·lícula de parla no anglesa, no obstant això, no va aconseguir la nominació.

## Argument
Basada en un assaig teatral, la història es desenvolupa a partir de monòlegs contats per diferents personatges. Yūko Moriguchi (Takako Matsu), una professora d'institut, anuncia als seus alumnes que deixarà la docència i els confessa que la seva filla Manami (Raja Ashida) va ser assassinada per dos alumnes de la seva classe als qui denomina com a "Alumne A" i "Alumne B". La descripció dels seus comportaments aviat revela les seves identitats, Shūya Watanabe (Yukito Nishii) i Naoki Shimomura (Kaoru Fujiwara). Moriguchi admet haver injectat sang infectada per VIH obtinguda del pare de Manami, als cartons de llet que els assassins de la seva filla acaben de beure. La resta de la pel·lícula descriu les conseqüències d'aquest esdeveniment en una sèrie de narracions en primera persona dels dos estudiants, Moriguchi i altres persones.
Es nomena un nou professor com a substitut de Moriguchi i Shūya contínua anant a classes mentre que Naoki es reclou a la seva casa. A mesura que transcorre la trama, es coneix que Shūya va ser qui va planejar l'assassinat, però no va aconseguir matar la nena per electrocució, sinó que es va ofegar quan Naoki la va llançar a una piscina per a simular un accident. Naoki està preocupat perquè pensa que aviat morirà de VIH i es nega a endreçar-se, ja que el cabell brut i l'olor de suor li recorden que continua viu. La seva mare tracta d'ajudar-lo, però aquest reacciona violentament i prefereix tancar-se a la seva habitació, amb el que la seva mare s'adona que el seu benvolgut fill s'ha convertit en un desconegut. En no haver-hi esperança decideix posar fi a les seves vida, però només ella acaba morint a les mans del seu fill, qui és arrestat per la policia.
Shūya descriu com la seva mare, descontenta amb el paper de mestressa de casa i penedida d'haver abandonat la seva carrera com a investigadora científica, els va abandonar a ell i al seu pare quan ell era petit. Shūya vol cridar l'atenció de la seva mare i obtenir el seu reconeixement, i aquest trauma infantil li porta a recórrer el camí des de les seves primeres i benintencionades invencions fins a la dissecció d'animals i l'assassinat. El primer invent que patenta, un moneder elèctric anti-lladres, li fa guanyar un premi de la fira de ciències, però no arriba a ser titular dels periòdics a causa d'un assassinat sensacionalista que es produeix el mateix dia. Per això, decideix assassinar a algú i així convertir-se en notícia de primera plana.
Després dels successos inicials amb la professora Moriguchi, Shūya es fa amic de Mizuki Kitahara (Ai Hashimoto), una companya amb qui va ser obligat a besar-se per la resta de la classe com a part de les pràctiques de bullying contra ell. Mizuki sent compassió Per ell, però aquest acaba matant-la.
En la graduació, Shūya col·loca una bomba a la sala de conferències i planeja activar-la després del seu discurs per a així obtenir l'atenció de la seva mare amb la matança. Quan activa la bomba no passa res, però rep una trucada de Moriguchi dient-li que havia portat la bomba a l'oficina de la seva mare, a qui el seu propi fill acabava de matar. Moriguchi apareix a la sala de conferències i li diu a l'assassí de la seva filla, vençut i humiliat, que aquesta era la seva venjança, i que ara començava la seva redempció, però afegeix: "és una broma", fent referència al que Shūya li va dir quan li va confessar que havia matat a la seva filla.

## Repartiment
- Takako Matsu com Yūko Moriguchi
- Masaki Okada com Yoshiteru Terada (Werther)
- Yoshino Kimura com Yūko Shimomura
- Yukito Nishii com Shūya Watanabe (Alumne A)
- Kaoru Fujiwara com Naoki Shimomura (Alumne B)
- Ai Hashimoto com Mizuki Kitahara
- Mana Ashida com Manami Moriguchi
- Makiya Yamaguchi com Masayoshi Sakuranomiya

Estudiants
- Yūma Ōkura com Shōta Abe
- Aoi Ōsako com Shunsuke Uwaya
- Hiroki Nakajima com Satoshi Kamiyama
- Naoya Shimizu com Yui Kanzaki
- Teru Maeda com Kazuma Kitano
- Iori Kurata com Jun Sugiura
- Takuya Kusakawa com Hiroki Takahashi
- Rikiya Kabasawa com Ryō Tanaka
- Ikki Nemoto com Kento Nakanishi
- Kazunori Mimura com Kazunori Hikita
- Genki Shimizu com Kentarō Fujisaki
- Naoki Ichii com Yūsuke Hoshino
- Kai Inowaki com Yūma Maekawa
- Yūto Tanaka com Yūdo Mizuno
- Kiriki Amami com Shin'ya Murakawa
- Chika Yūri com Hana Ashizawa
- Yui Itō com Miyu Ishino
- Maaya Kondō com Risa Ōtani
- Miyu Kakihara com Yui Ōhara
- Karin Katō com Momoka Ogawa
- Rena Nōnen com Shūka Kiritani
- Ai Kuriki com Maki Sasaki
- Yuri Kagawa com Akane Takase
- Ayaka Miyoshi com Ayaka Tsuchida
- Kasumi Yamaya com Yukari Naitō
- Miyu Okidaka com Misaki Nakatani
- Sora Iwata com Kana Nishiyama
- Minori Saitō com Kanako Noguchi
- Ayuri Yoshinaga com Asuka Nonaka
- Mina Furuhashi com Saki Hayashi
- Kanon Nanaki com Haruna Hino
- Kayo com Kyōka Fukuyama
- Hotaru Nomoto com Saki Matsukawa
- Yuiko Kariya com Runa Miura

## Recepció

### Taquilla
Poc després que la pel·lícula s'hagués començat a mostrar a 266 cinemes, ja havia recaptat 269.835.200 ¥ amb 194.893 audiències, batent el rècord que tenia anteriorment Boku no Hatsukoi o Kimi ni Sasagu. Va continuar recaptant i es va convertir en la pel·lícula més taquillera durant 4 setmanes consecutives al juny. Va recaptar més de 3.500 milions de iens a la vuitena setmana de projecció. Els ingressos bruts finalment van arribar a un total de 3.850 milions de iens al Japó. Està classificada com la 7a pel·lícula japonesa més taquillera el 2010. La pel·lícula també va recaptar 2.625.175 dòlars a l'estranger en altres països asiàtics, fet que va elevar el total mundial a 45.203,10 dòlars. 3.

### Resposta crítica
La pel·lícula va rebre una resposta positiva generalitzada a nivell mundial, i els crítics van elogiar diversos factors, com ara una bona adaptació del llibre, l'estil del director i l'actuació, especialment dels actors infantils. La pel·lícula té una puntuació mitjana del 81% "fresca" a Rotten Tomatoes. Seongyong Cho de RogerEbert.com l'anomenava un "thriller japonès esgarrifós". Un una crítica negativa notable va venir de Mark Kermode de la BBC, que va dir que el seu estil la feia "pràcticament impenetrable a nivell emocional".

### Premis i nominacions
La pel·lícula va ser seleccionada com a entrada japonesa per a l'Oscar a la millor pel·lícula de parla no anglesa al Premis Oscar de 2010. El gener de 2011, va entrar a la llista curta de gener i va avançar a la següent ronda de votacions. Al Japó, va guanyar en primer lloc Millor pel·lícula i millor actriu secundària a la 53a edició dels Premis Blue Ribbon, que és un dels premis nacionals de cinema més prestigiosos del Japó. Després, va guanyar els premis a la millor pel·lícula, millor director, millor guió i millor muntador als 34ns Premis de l'Acadèmia Japonesa. més, va tenir sis nominacions a 5th Asian Film Awards, que és una de les pel·lícules amb més nominacions (amb Rang zi dan fei).
A l'abril, la pel·lícula va guanyar la millor pel·lícula asiàtica (semblant a la millor pel·lícula en llengua estrangera, encara que només s'admeten pel·lícules asiàtiques que s'han projectat a Hong Kong) als 30ns Hong Kong Film Awards. Als 31ns Hong Kong Film Awards, la categoria de Millor pel·lícula asiàtica va ser substituïda per una nova categoria anomenada Millor pel·lícula de continent i Taiwan, la qual cosa significa que només les pel·lícules xineses i taiwaneses poden quedar-se per competir per aquest premi. Per això, Kokuhaku s'ha convertit en l'últim guanyador de la millor pel·lícula asiàtica.
| Llista e nominacions                                      | Llista e nominacions                  | Llista e nominacions        | Llista e nominacions |
| Premi / Festival                                          | Categoria                             | Recipient(s)                | Resultat             |
| --------------------------------------------------------- | ------------------------------------- | --------------------------- | -------------------- |
| 14tè Festival Internacional de Cinema Fantàstic de Puchon | Premi especial del jurat              | Confessions                 | Guanyador            |
| 35ns Hochi Film Awards                                    | Millor director                       | Tetsuya Nakashima           | Guanyador            |
| 84ns Premis Kinema Junpo Millors 10 Pel·lícules           | Millor pel·lícula                     | Confessions                 | 2n lloc              |
| 53ns Premis Blue Ribbon                                   | Millor pel·lícula                     | Confessions                 | Guanyador            |
| 53ns Premis Blue Ribbon                                   | Millor actriu secundària              | Yoshino Kimura              | Guanyador            |
| 34th Premis de l'Acadèmia Japonesa                        | Millor pel·lícula                     | Confessions                 | Guanyador            |
| 34th Premis de l'Acadèmia Japonesa                        | Millor director                       | Tetsuya Nakashima           | Guanyador            |
| 34th Premis de l'Acadèmia Japonesa                        | Millor guió                           | Tetsuya Nakashima           | Guanyador            |
| 34th Premis de l'Acadèmia Japonesa                        | Millor actriu en paper protagonista   | Takako Matsu                | Nominat              |
| 34th Premis de l'Acadèmia Japonesa                        | Millor actor en paper protagonista    | Masaki Okada                | Nominat              |
| 34th Premis de l'Acadèmia Japonesa                        | Millor actriu en paper secundari      | Yoshino Kimura              | Nominat              |
| 34th Premis de l'Acadèmia Japonesa                        | Millor fotografia                     | Masakazu Ato, Atsushi Ozawa | Nominat              |
| 34th Premis de l'Acadèmia Japonesa                        | Millor il·luminació                   | Susumu Takakura             | Nominat              |
| 34th Premis de l'Acadèmia Japonesa                        | Millor direcció artística             | Towako Kuwajima             | Nominat              |
| 34th Premis de l'Acadèmia Japonesa                        | Millor so                             | Masato Yano                 | Nominat              |
| 34th Premis de l'Acadèmia Japonesa                        | Millor muntatge                       | Yoshiyuki Koike             | Guanyador            |
| 5th Asian Film Awards                                     | Millor pel·lícula                     | Confessions                 | Nominat              |
| 5th Asian Film Awards                                     | Millor director                       | Tetsuya Nakashima           | Nominat              |
| 5th Asian Film Awards                                     | Millor actriu                         | Takako Matsu                | Nominat              |
| 5th Asian Film Awards                                     | Millor actor secundari                | Masaki Okada                | Nominat              |
| 5th Asian Film Awards                                     | Millor actriu secundària              | Yoshino Kimura              | Nominat              |
| 5th Asian Film Awards                                     | Millor muntatge                       | Yoshiyuki Koike             | Nominat              |
| Premis Oscar de 2010                                      | Millor pel·lícula de parla no anglesa | Confessions                 | llista curta         |
| 30ns Hong Kong Film Awards                                | Millor pel·lícula asiàtica            | Confessions                 | Guanyador            |